# ¿Qué haré yo con esta espada?
"Que Farei Eu com Esta Espada?" (español, ¿Qué haré yo con esta espada?) es una película de largometraje de género documental, con elementos de alegoría y fantasía, publicada en 1975 y dirigida por João César Monteiro. La trama del film se produce durante el año posterior a la Revolución de los Claveles de Portugal, durante una época incierta para el futuro político del país, y marcada por tanto las protestas populares en Lisboa en contra de la intervención de la OTAN como por un evento que va a marcar fuertemente las memorias posteriores: la aparición del portaaviones norteamericano, USS Saratoga, en la desembocadura del río Tajo. Esta, junto a las reiteradas apariciones del vampiro Nosferatu, sacado directamente de la obra de F.W. Murnau, va a ser una de las imágenes más emblemáticas a la vez que perturbadoras del film. 
El título de la película hace referencia a un poema de Fernando Pessoa, parte de la serie Mensagem, que a la vez es referencia a una antigua frase atribuida al Conde Don Enrique, héroe nacional de Portugal. 

## Trama
La película comienza con una contraposición de las imágenes del portaaviones norteamericano con escenas de la película de Murnau, Nosferatu. Éste se ve, según lo que ocurre en la película de Murnau, como un ente malévolo que trae con sigo una "peste." Después, vemos imágenes documentales de distintos tipos: manifestaciones de gente de Lisboa en contra de OTAN, en la que se oye claramente la frase "Fora NATO, Independencia Nacional!" ("fuera OTAN, independencia nacional"); entrevistas con distintos ciudadanos, turistas y miembros de las fuerzas militares de la Alianza Atlántica acerca de los acontecimientos recientes; un mitin de jóvenes militantes negros que habían participado en las luchas en contra del colonialismo portugués en Cabo Verde y Nueva Guinea; entrevistas extendidas con un marinero americano y con una prostituta cuyos clientes bien podrían ser algunos de los turistas ya mencionados. En conjunto, se pinta un retrato de una sociedad en estado incierto y en estado de clara transición. La cita del poema de Pessoa que da nombre al film, "Que farei eu com esta espada?" se oye reiteradamente a lo largo del film enunciada por una voz en off sobre la imagen (como las de Nosferatu, también alegóricas) de lo que parece ser una mujer joven vestida de caballero medieval empuñando una espada sobre un cerro que mira hacia el puerto. Imagen a propósito anacrónica que podría ser, o bien una representación del antiguo pasado militar glorioso de la nación ante posibles enemigos o invasores, o bien un símbolo del antiguo imperio colonial portugués en puro estado de desmantelamiento por tanto los movimientos anticoloniales en distintas regiones del mundo como por las consecuencias de la revolución en Portugal como tal. Al final, se ve cómo el buque estadounidense abandona por fin la bahía para poco a poco desaparecer en una especie de niebla en el horizonte. 